# ТЕС Тус
36°26′52″ пн. ш. 59°24′9″ сх. д. / 36.44778° пн. ш. 59.40250° сх. д.
ТЕС Тус – іранська теплова електростанція на північному сході країни в провінції Хорасан-Резаві. 
У 2008 – 2009 роках на майданчику станції ввели в дію шість встановлених на роботу у відкритому циклі газових турбін по 159 МВт. В підсумку станція повинна бути перетвореною на парогазову комбінованого циклу, котра складатиметься із трьох енергоблоків – у кожному з них дві газові турбіни живитимуть через котли-утилізатори одну парову турбіну потужністю 160 МВт. Перший парогазовий блок став до ладу у вересні 2020 року. 
Як паливо станція використовує природний газ, котрий надходить до Мешхеду по трубопроводу із Хангірана.
Видача продукції відбувається по ЛЕП, розрахованій на роботу під напругою 400 кВ.
Можливо також відзначити, що поряд зі станцією Тус розташований майданчик ТЕС Фердоусі.